# När Kapten Grogg skulle porträtteras
När Kapten Grogg skulle porträtteras, är en svensk animerad komedifilm från 1917 i regi av Victor Bergdahl. Filmen var den fjärde i en serie filmer om Kapten Grogg.

## Om filmen
Filmen premiärvisades den 13 augusti 1917 i Stockholm och Malmö och mottogs väl av kritikerna.

## Handling
I filmen blandas spelfilm med animerad film. Bergdahl arbetare med en tavla och kapten Grogg kommer för att få sitt porträtt målat. Grogg blir missnöjd med hur näsan målas och Bergdahl får flera gånger korrigera den. Grogg jagar sedan runt Bergdahl i rummet varpå Berhdahl slår till Grogg så att denne fastnar i ett konstverk på väggen. Bergdahl rullar ihop konstverket och går ut med det under armen.